# Damasus II.
Damasus II., rodným jménem Poppo (?? Ering, Bavorsko – 9. srpna 1048 Palestrina) byl papežem od 17. července až do své smrti. Byl třetím papežem – Němcem.

## Život
Před nástupem do úřadu byl biskupem v Brixenu. Přestěhoval se do Palestriny, kde 9. srpna zemřel. Jeho brzká smrt vyvolala dojem, že byl otráven svým soupeřem Benediktem IX., pravděpodobnější ale je, že se stal obětí malárie. Byl pohřben v bazilice San Lorenzo fuori le Mura.